# Slootvaart
De Slootvaart is een hoofdwatergang in de Wieringermeerpolder in de Nederlandse provincie Noord-Holland. De vaart loopt van de Wieringerwerfvaart tot het Amstelmeer. De Slootvaart is negen kilometer en bevat twee sluizen.